# Hooligan (raper)
Johnston Farrugia (ur. 23 września 1980), znany lepiej pod swoim scenicznym imieniem Hooligan (lub Hooli) – maltański raper. Był pierwszym wykonawcą muzyki hip-hopowej w języku maltańskim. Chociaż większość jego piosenek powstała w tym języku, wykonuje również utwory po angielsku.

## Życie
Hooligan urodził się 23 września 1980. W wieku 13 lat został fanem Snoop Dogga. Kiedy miał 19 lat przeniósł się ze swojego rodzinnego miasta Qrendi do Żurrieq.
Jego kariera rozpoczęła się w 2002, kiedy pracował nad piosenką otwierającą show w Smash Television. W lutym 2003 zrealizował swój debiutacki album Oriġinali Bħali, który natychmiast stał się hitem na Malcie. Po tym sukcesie występował w wielu imprezach muzycznych na Malcie i Gozo. Latem 2004 wydał singla Nieħdu Buzz, poprzedzającego jego drugi album Hooliġinali, wydany w 2006. Hooliġinali zawiera również video solowej płyty Nieħdu Buzz.
Trzeci album, zatytułowany Triloġinali, wydany został w lipcu 2012. Album zawiera kilka utworów w języku angielskim, a niektóre utwory łączą hip-hop Hooligana z dance music.
Hooligan jest kibicem Manchester United F.C. i angielskiej drużyny futbolowej.

## Dyskografia
Albumy studyjne
- Oriġinali Bħali (2003)
- Hooliġinali (2006)
- Triloġinali (2012)

Single
- Nieħdu Buzz (2004)